# Kenzo
A Kenzo (stilizálva KENZO) francia divatmárka, melyet Takada Kenzó japán divattervező alapított 1970-ben. 1993 óta az LVMH tulajdona.

## Története
Takada első üzletének neve Jungle Jap volt. 1971-ben, amikor az Egyesült Államokba látogatott, a Japán-amerikai Állampolgárok Ligája azt akarta, hogy Takada távolítsa el a Jap szót az üzlet nevéből. Az állami legfelsőbb bíróság azonban a rá következő évben úgy ítélte meg, hogy a terminus továbbra is használható márkanév részeként. Takada Franciaországba való visszatérése után inkább a névváltoztatás mellett döntött.  1976-ban Takada a Place des Victoireson nyitott üzletet Kenzo néven.
1983-ban jött ki a márka első férfikollekciója, 1987-ben a gyerekkollekciója, 1988-ban pedig az első parfümválasztéka is megjelent.
1993-ban az LVMH 80 millió amerikai dollárért vásárolta fel a márkát.
2011-re a Kenzo alig tudott nullszaldót elérni, az éves bevételük körülbelül 150 millió euró volt.

## Divattervezők
- Takada Kenzó, 1970–2000[1]
- Gilles Rosier, 2000–2004[1]
- Antonio Marras, 2004–2011[1]
- Humberto Leon, 2012–2019[1]
- Carol Lim, 2012–2019[1]
- Felipe Oliveira Baptista, 2019-től[1]

## Fordítás
- Ez a szócikk részben vagy egészben  a   Kenzo (brand) című angol Wikipédia-szócikk fordításán alapul.  Az eredeti cikk szerkesztőit annak laptörténete sorolja fel. Ez a jelzés csupán a megfogalmazás eredetét és a szerzői jogokat jelzi, nem szolgál a cikkben szereplő információk forrásmegjelöléseként.